# Государственные символы Кыргызстана
Государственные символы Кыргызской Республики — её флаг, герб и гимн — устанавливаются главой 1 («Основы конституционного строя») статьёй 14 Конституции Кыргызской Республики:
Кыргызская Республика имеет государственные символы – флаг, герб, гимн. Их описание и порядок официального использования устанавливаются законом.

## Флаг
Флаг представляет собой прямоугольное полотнище с пропорциями 3:5 красного цвета, в центре которого изображён солнечный диск и сорок лучей золотистого цвета, исходящие из него. Внутри солнечного диска изображён шанырак — элемент киргизской юрты.

## Герб

Герб Кыргызстана

Герб представляет собой круг синего цвета, на нижней части — переднем плане — которого расположен сокол белого цвета, на верхней — заднем плане — озеро голубого цвета, горы Ала-Тоо, освещённая часть которых белого цвета, а неосвещённая — голубого цвета, а также солнечный диск и расходящиеся от него лучи золотистого цвета. Сверху круг обрамляет надпись — «Кыргыз», снизу — «Республикасы» белого цвета. По бокам — стебли хлопчатника и пшеничные колосья золотистого цвета.

## Гимн
| Русский | Киргизский |
| --- | --- |
| Высокие горы, долины, поля — Родная, заветная наша земля. Отцы наши жили среди Ала-Тоо Всегда свою родину свято храня. Припев: Вперёд, киргизский народ, Путём свободы вперёд! Взрастай, народ, расцветай, Свою судьбу созидай! Мечты и надежды отцов сбылись. И знамя свободы возносится ввысь. Наследье отцов наших передадим На благо народа потомкам своим. Припев: Вперёд, киргизский народ, Путем свободы вперёд! Взрастай, народ, расцветай, Свою судьбу созидай! Вперёд, киргизский народ, Путем свободы вперёд! Взрастай, народ, расцветай, Свою судьбу созидай! Вперёд, киргизский народ, Путём свободы вперёд! Взрастай, народ, расцветай, Свою судьбу созидай! | Ак мөңгүлүү аска, зоолор, талаалар, Элибиздин жаны менен барабар. Сансыз кылым Ала-Тоосун мекендеп, Сактап келди биздин ата-бабалар! Кайырма: Алгалай бер, кыргыз эл, Азаттыктын жолунда. Өркүндөй бер, өсө бер, Өз тагдырың колуңда. Аткарылып элдин үмүт тилеги, Желбиреди эркиндиктин желеги. Бизге жеткен ата салттын, мурасын, Ыйык сактап урпактарга берели. Кайырма: Алгалай бер, кыргыз эл, Азаттыктын жолунда. Өркүндөй бер, өсө бер, Өз тагдырың колуңда. Алгалай бер, кыргыз эл, Азаттыктын жолунда. Өркүндөй бер, өсө бер, Өз тагдырың колуңда. Алгалай бер, кыргыз эл, Азаттыктын жолунда. Өркүндөй бер, өсө бер, Өз тагдырың колуңда. Алгалай бер, кыргыз эл, Азаттыктын жолунда. Өркүндөй бер, өсө бер, Өз тагдырың колуңда. |